# Pole Mokotowskie

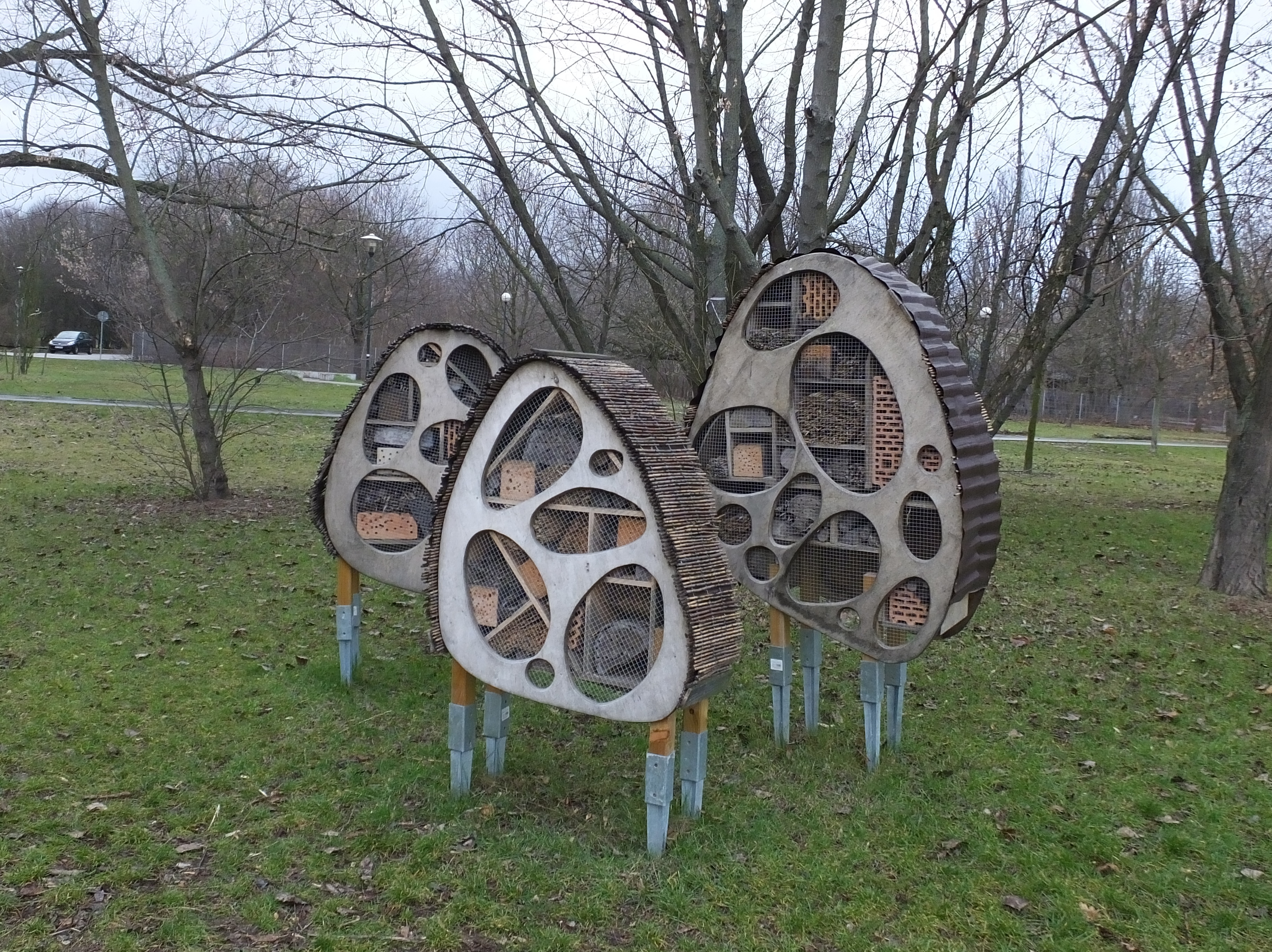
Hotele dla owadów w ochockiej części parku

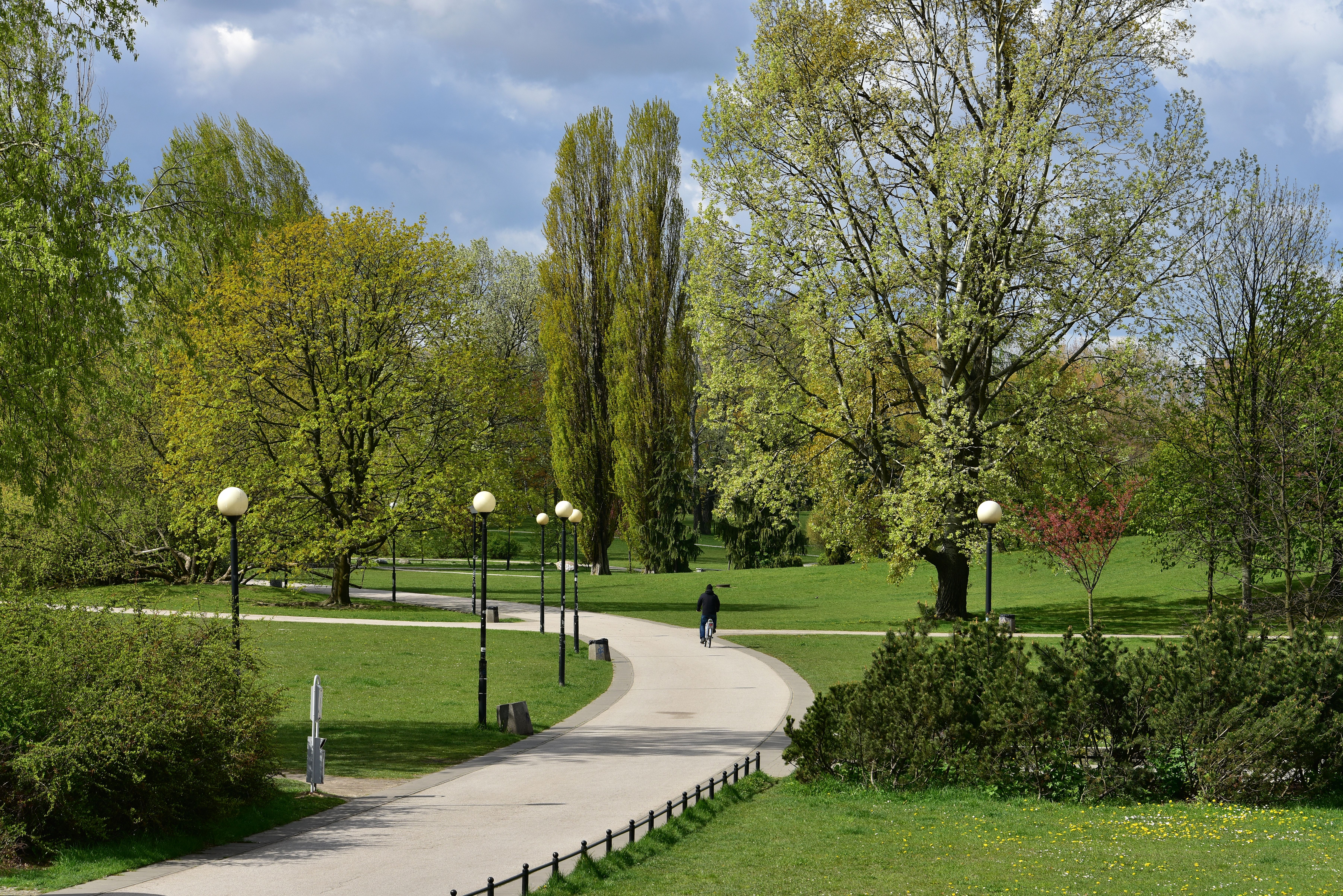
Pole Mokotowskie w pobliżu ronda Jazdy Polskiej

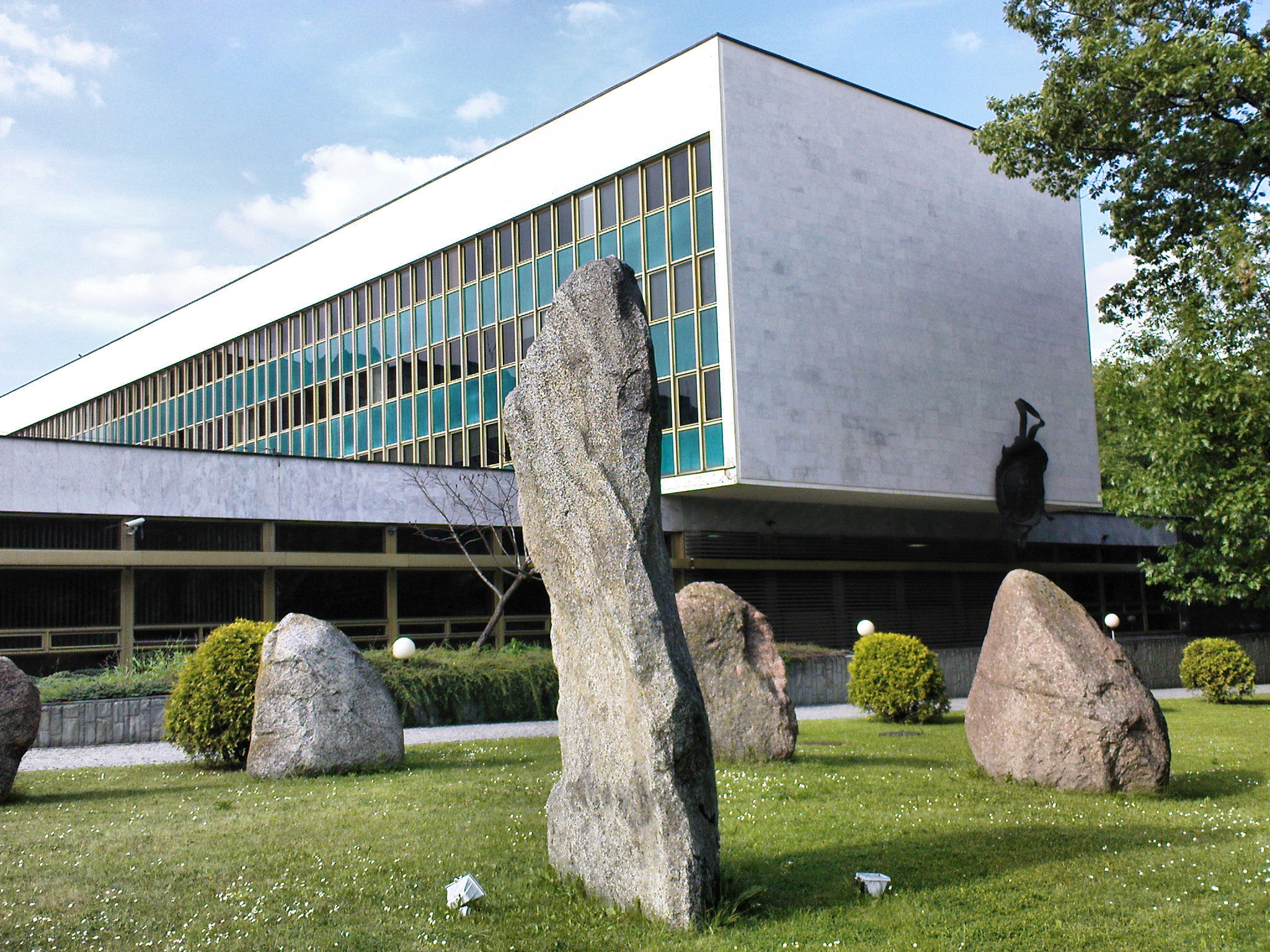
Krąg megalityczny przed budynkiem Biblioteki Narodowej

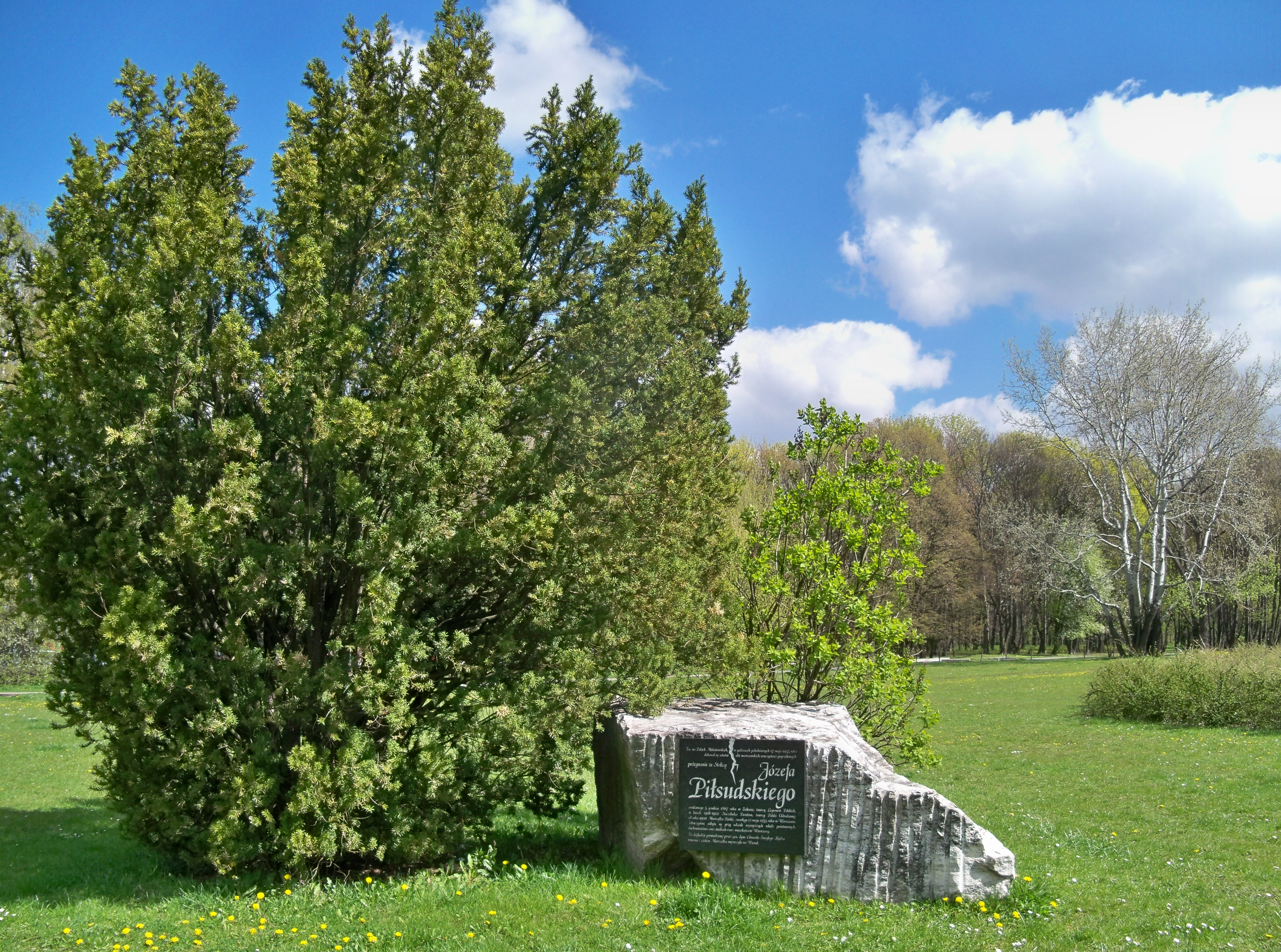
Jeden z dwóch głazów upamiętniających Józefa Piłsudskiego, patrona parku

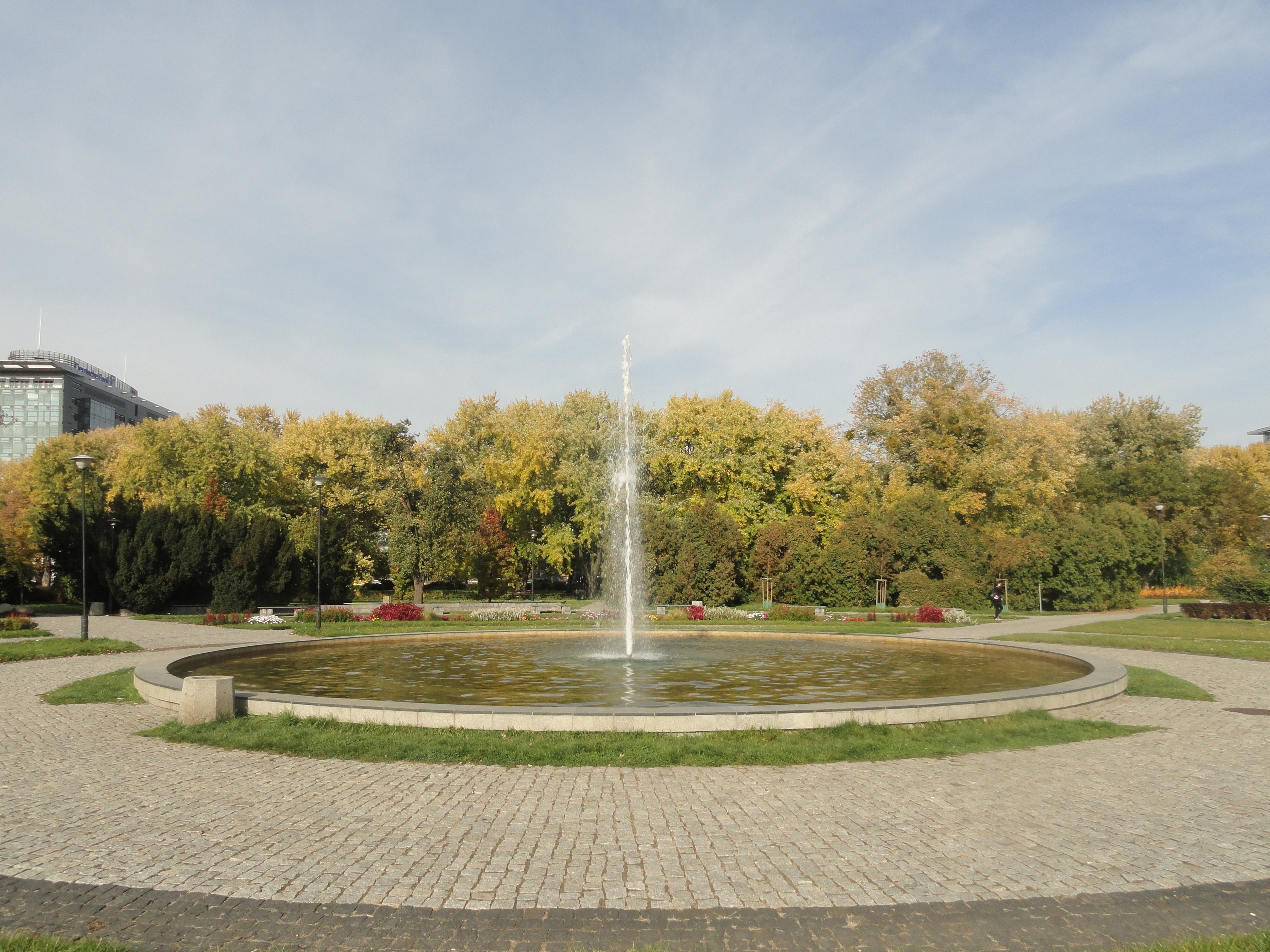
Fontanna w śródmiejskiej części parku

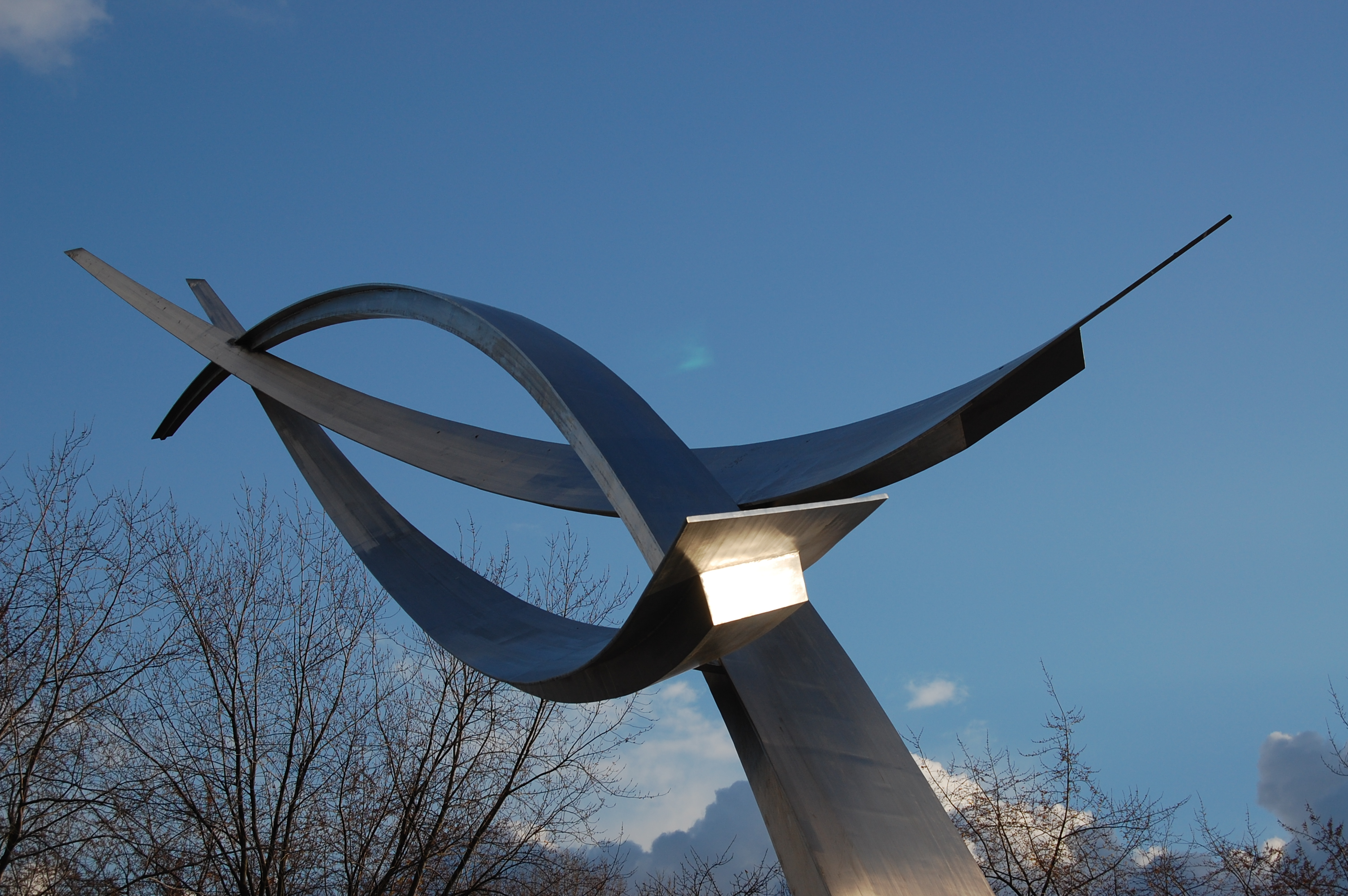
Pomnik Lotników Polskich

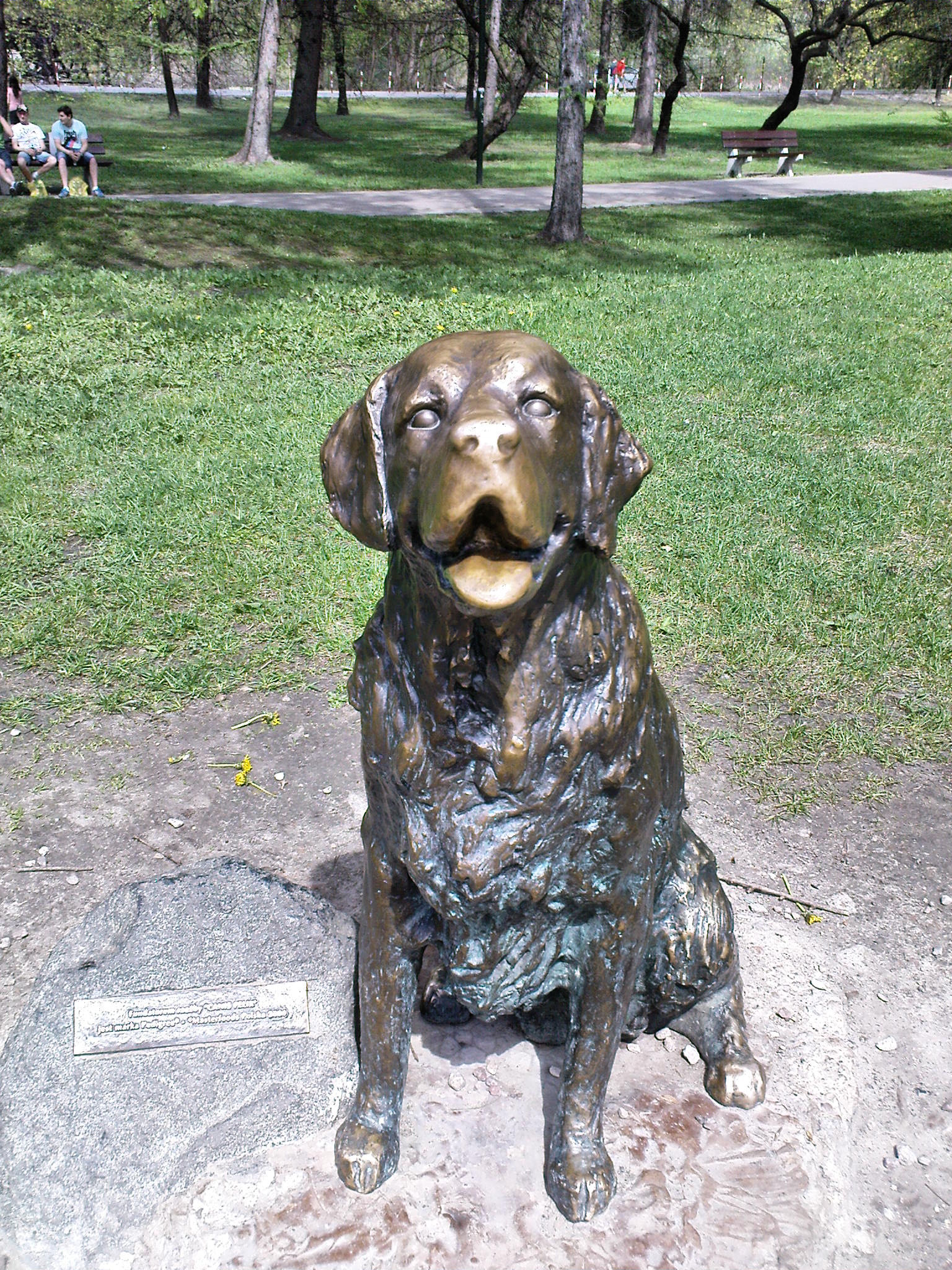
Pomnik Szczęśliwego Psa

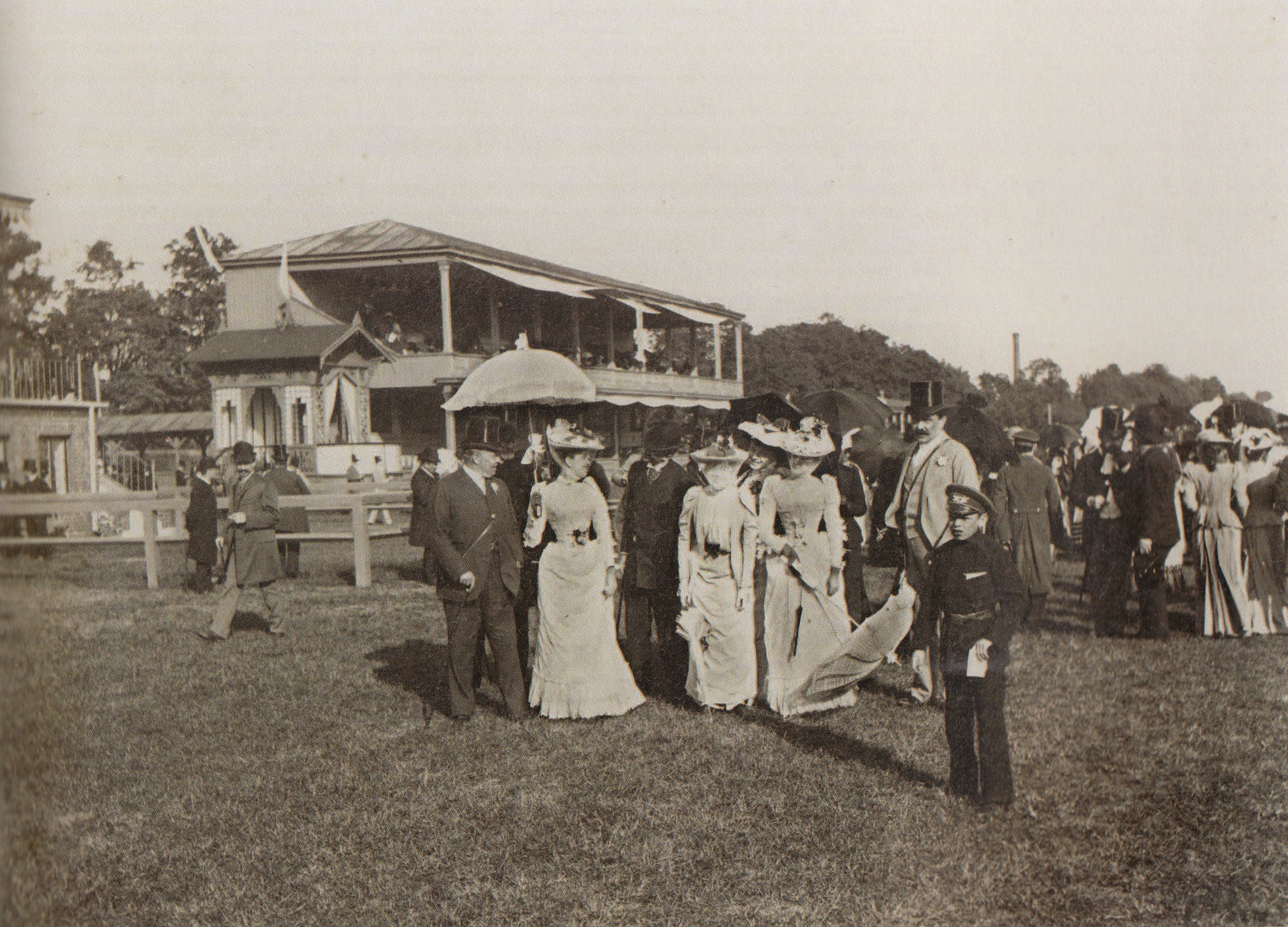
Amatorzy wyścigów konnych na Polu Mokotowskim, ok. 1892

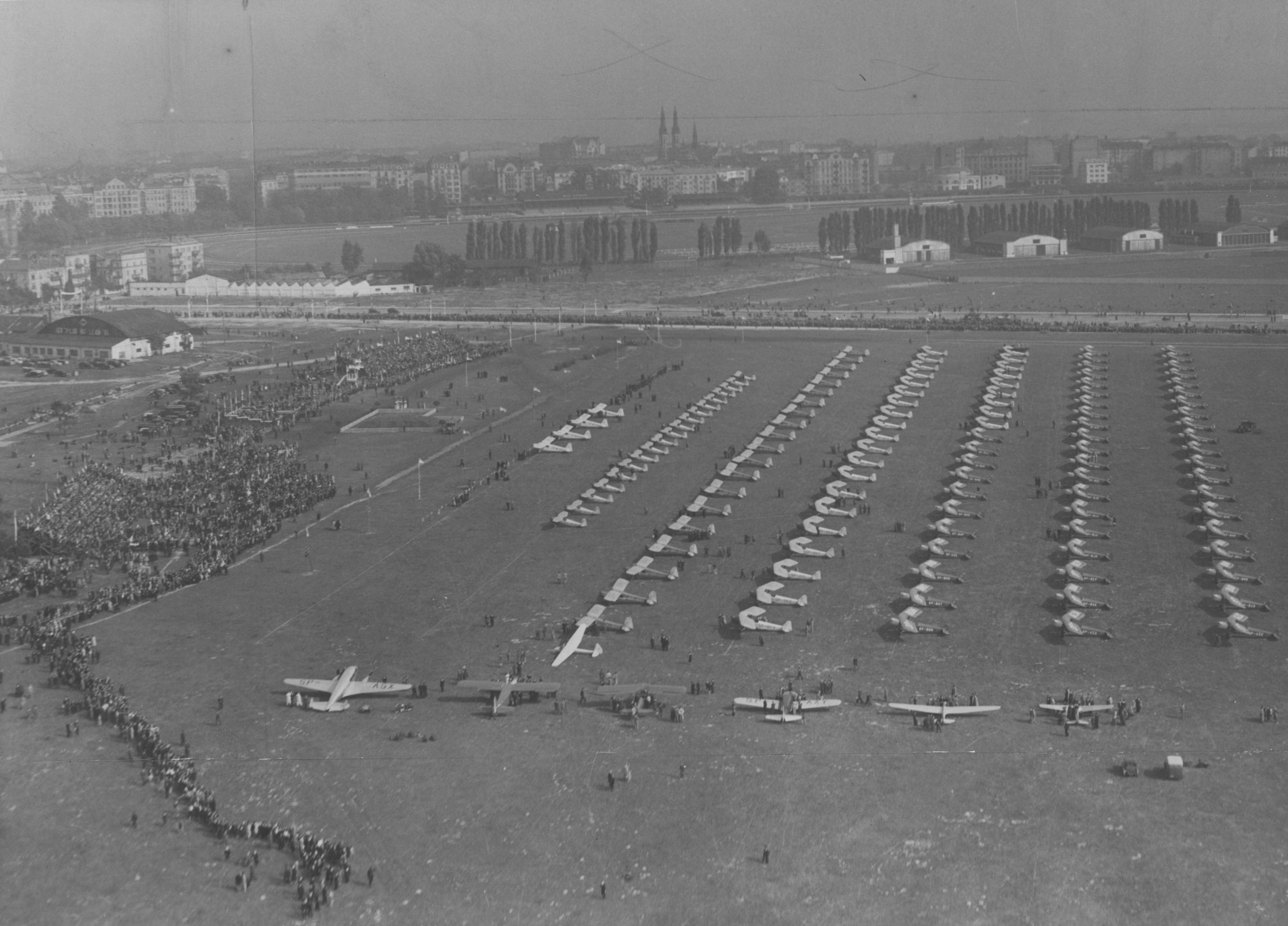
Lotnisko mokotowskie w 1937

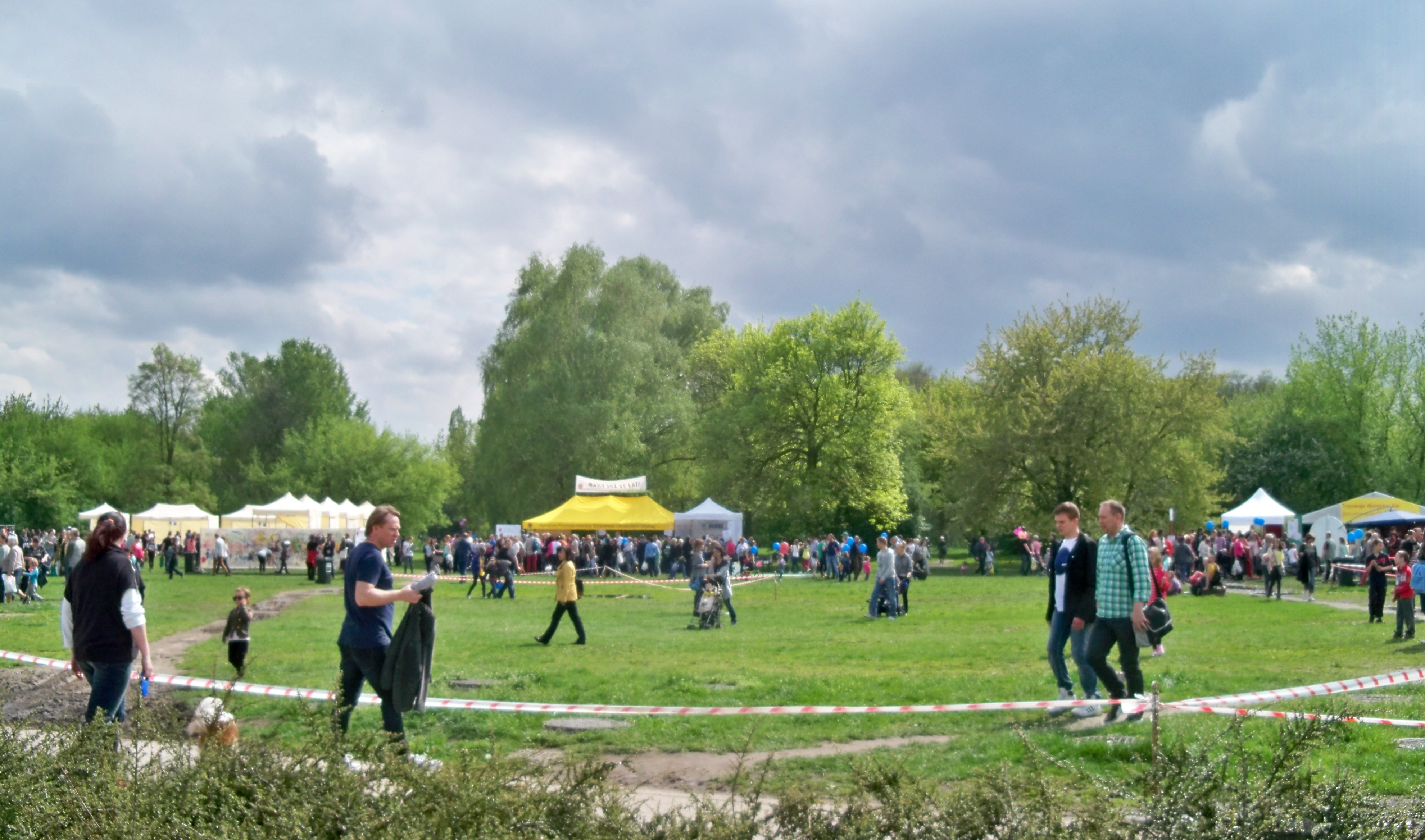
Obchody Dnia Ziemi, 2014

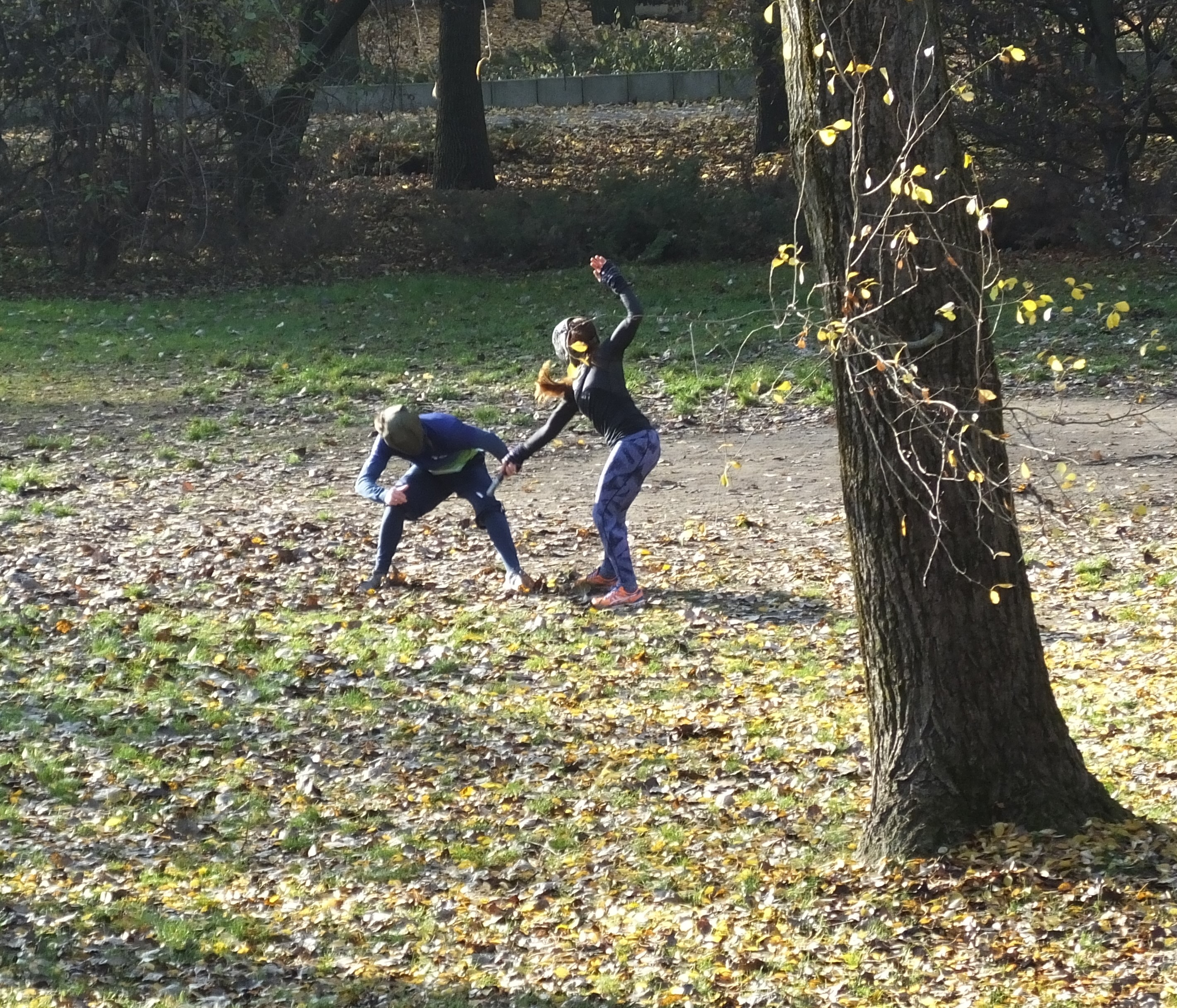
Aktywność sportowa użytkowników parku

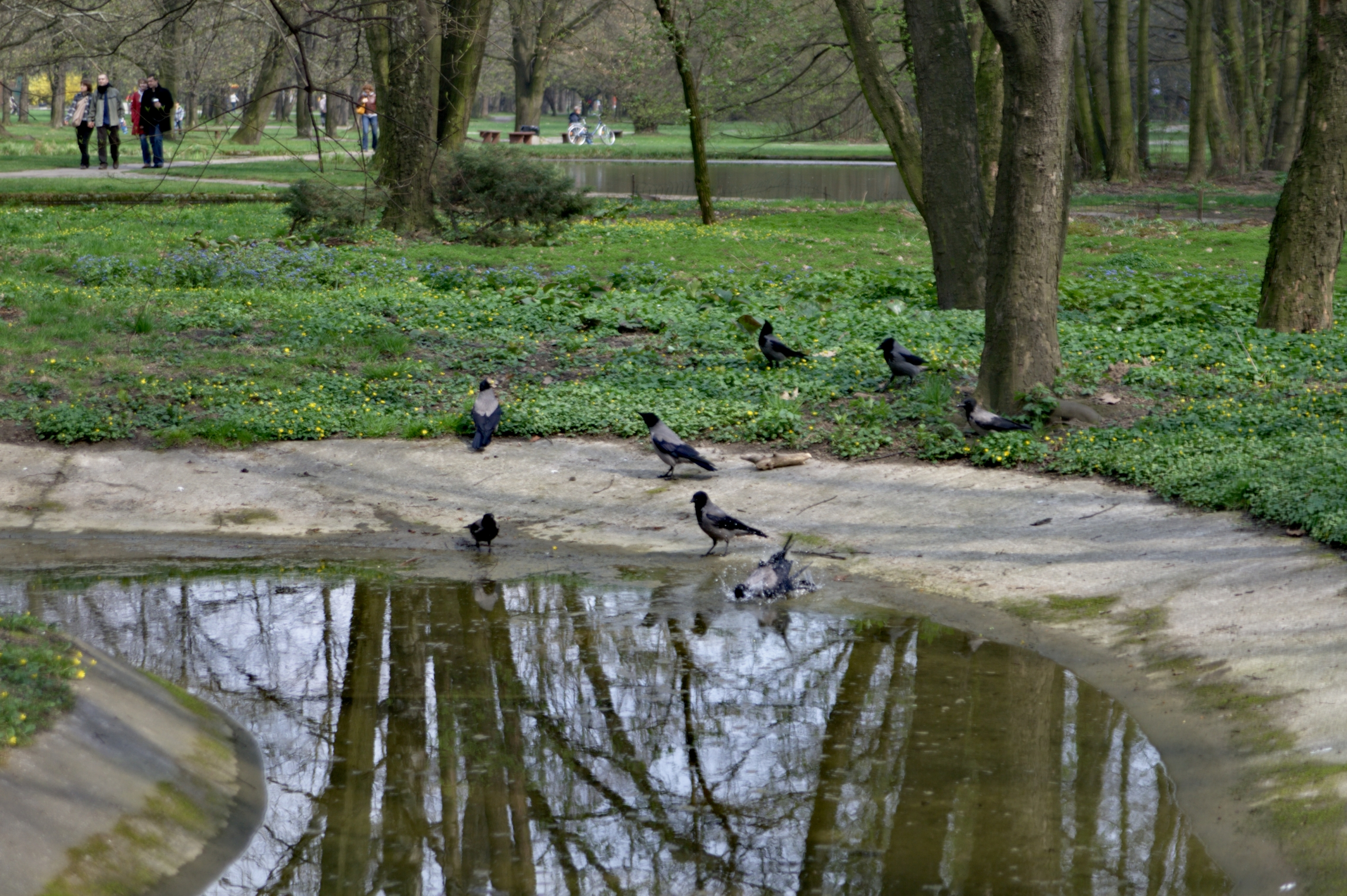
Wrony nad kanałem łączącym stawy

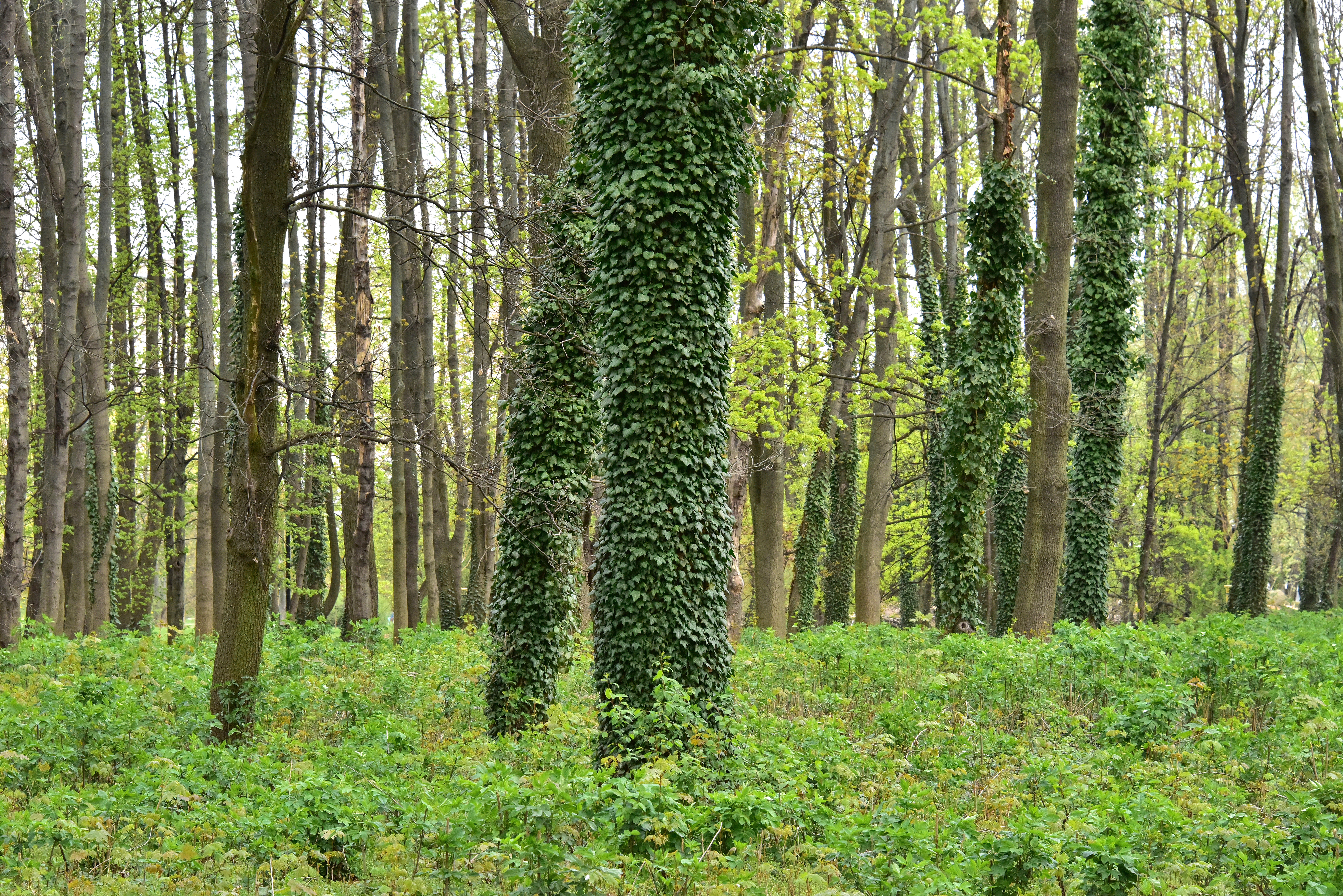
Fragment drzewostanu w południowej części Pola Mokotowskiego

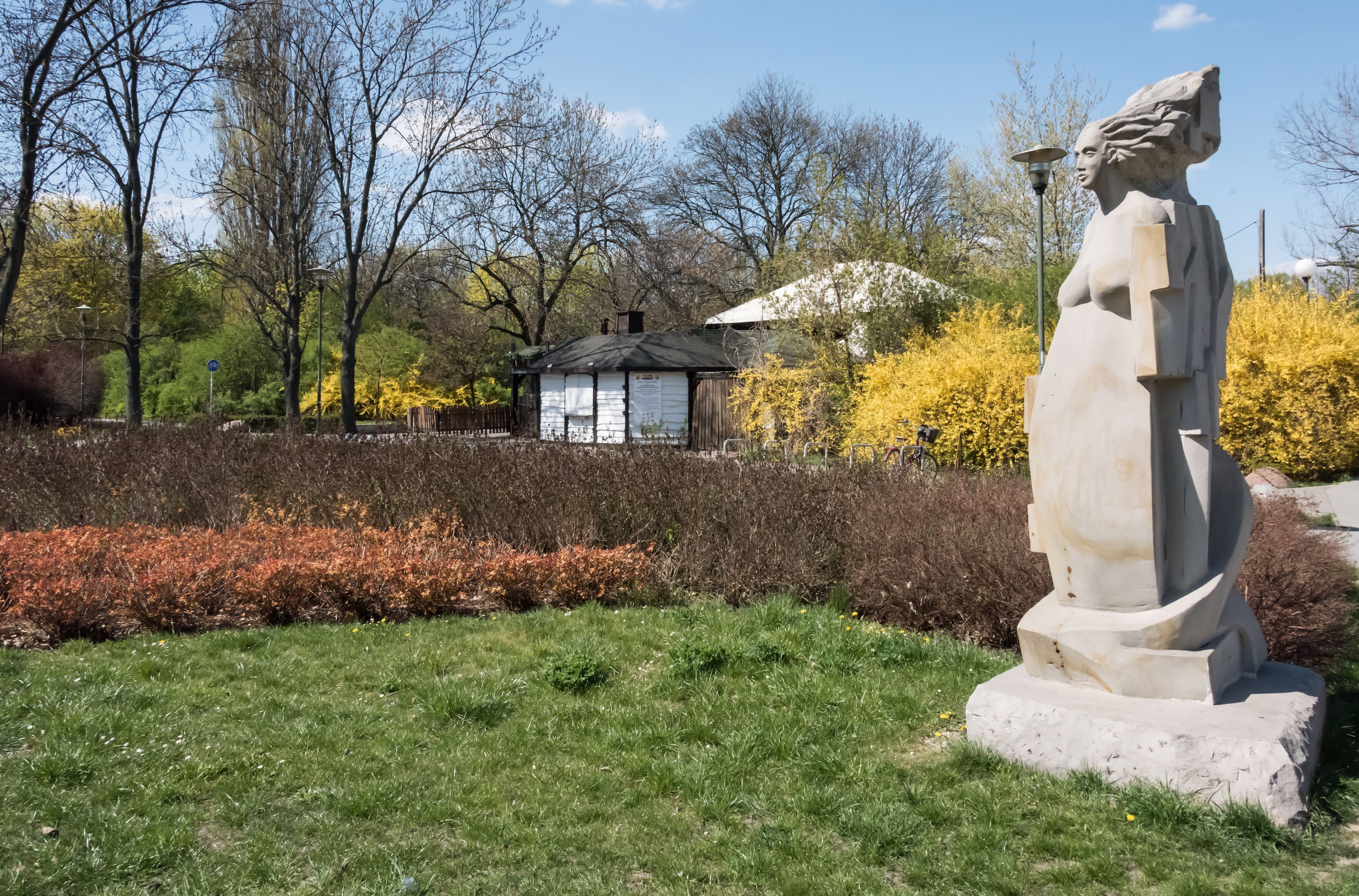
Fragment ochockiej części parku wiosną, widoczna jedna z rzeźb

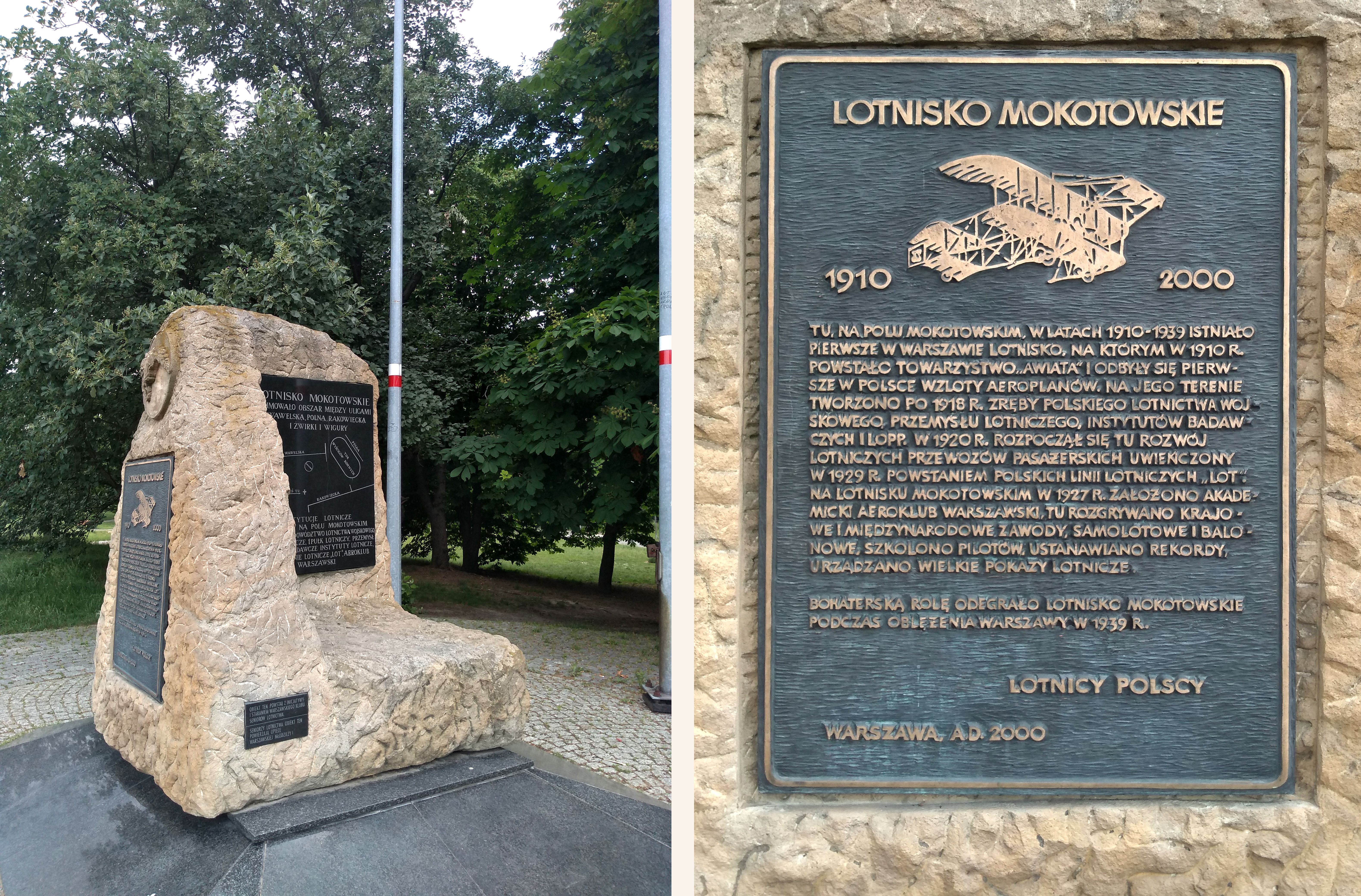
Ciosany głaz na wzniesieniu przy stawie głównym, upamiętniający lotnisko mokotowskie oraz tablica z zarysem historii lotniska

Pole Mokotowskie, park Józefa Piłsudskiego – kompleks parkowy w Warszawie, położony na terenie trzech dzielnic: Mokotowa, Ochoty i Śródmieścia.
Pierwotnie, w XIX w., był poligonem wojskowym leżącym między ówczesną Warszawą a Mokotowem. Następnie był wykorzystywany jako lotnisko i miejsce imprez sportowych oraz sukcesywnie zabudowywany, zwłaszcza na obrzeżach, co zmniejszyło otwartą powierzchnię z ok. 200 ha do ok. 70 ha. Ostatecznie włączony do Warszawy 1 kwietnia 1916, podczas okupacji niemieckiej (okres I wojny światowej), jako część zniesionej gminy Mokotów.
W drugiej połowie XX w. utrwalił się jego charakter jako parku miejskiego. Rozdzielony jest na dwie nierówne części biegnącą południkowo aleją Niepodległości. Od 1988 park na obszarze Pola Mokotowskiego formalnie nosi nazwę parku im. Józefa Piłsudskiego.
Nazwa tego obszaru brzmi w liczbie pojedynczej. Forma „Pola Mokotowskie” jest niepoprawna.

## Położenie
Wbrew nazwie tylko niewielka część współczesnego Pola Mokotowskiego leży na obszarze dzielnicy Mokotów (jest to część przylegająca do ul. Rostafińskich). Większość Pola (48,61 ha, prawie 71%) leży na terenie Ochoty, a teren na wschód od al. Niepodległości na terenie Śródmieścia. Od nazwy parku pochodzi nazwa stacji metra Pole Mokotowskie.
Jego granice wyznaczają ulice: Żwirki i Wigury, Rokitnicka, Ondraszka, Trasa Łazienkowska (Wawelska i al. Armii Ludowej), Waryńskiego, Batorego, Boboli i Rostafińskich. W jego obrębie znajdują się ulice Czubatki, Fińska, Leszowa i Rychlińskiego. Aleją Niepodległości biegnie linia tramwajowa. Kolejna linia ma być wybudowana w trzeciej dekadzie XXI w., biegnąc ulicą Rostafińskich i Andrzeja Boboli. Na początku XXI w. większość obszarów otwartych parku należała do miasta i była zarządzana przez Zarząd Oczyszczania Miasta. W dokumentach planistycznych obszar parku jest ponad dwukrotnie większy niż przestrzeń ściśle parkowa, obejmując zabudowę i drogi, i wynosi 152,8 ha. W związku z likwidacją części zabudowy przewidywana powierzchnia parku ma wynosić 85 ha.
Współcześnie kompleks jest utrzymany w stylu parku krajobrazowego z alejkami spacerowymi, stawami i fontannami. Część wschodnia (śródmiejska) ma kompozycję koncentryczną z basenem fontanny w centrum, podczas gdy część zachodnia (ochocka) ma bardziej luźną i zróżnicowaną kompozycję. W jej obręb weszły też obszary niegdyś zabudowane (osiedle domków fińskich, baza Miejskiego Przedsiębiorstwa Oczyszczania – MPO), co wyraża się w układzie nasadzeń.
Pole Mokotowskie jest uznawane za park o znaczeniu ogólnomiejskim. Ma, podobnie jak park Skaryszewski i Łazienki Królewskie, najwyżej oceniony w Warszawie potencjał rekreacyjny. Było przez warszawiaków najczęściej wskazywanym obszarem zieleni i aktywnego wypoczynku oraz trzecim w kolejności ulubionym miejscem w przeprowadzonej na przełomie lat 2018/2019 ankiecie do Studium uwarunkowań i kierunków zagospodarowania przestrzennego m.st. Warszawy. W porównaniu z innymi parkami, wśród osób odwiedzających Pole Mokotowskie jest stosunkowo dużo osób w wieku studenckim, co wiąże się z bliskością kampusów kilku uczelni, jako że Pole w dwudziestowiecznych planach miało stać się centrum miasteczka akademickiego. Aktywność skupia się głównie w okolicach głównej promenady biegnącej równoleżnikowo w ochockiej części i łączącej Ochotę ze Śródmieściem oraz zbiorników wodnych, a w części śródmiejskiej w okolicach fontanny. Użytkowanie Pola Mokotowskiego w celach sportowych jest częstsze niż innych parków, co wynika z braku ograniczeń podobnych do wprowadzanych w parkach o charakterze historycznym i bogatszą infrastrukturą oraz samą większą powierzchnią niż w wielu innych parkach. W parku organizowane są różne imprezy. W 2015 odbyło się ich 48 (nie licząc imprez w lokalach), z czego kilkanaście wymagało instalacji plenerowej sceny, a jedna była tygodniowym festiwalem. Jedną z cyklicznie odbywających się na Polu Mokotowskich imprez są centralne obchody Dnia Ziemi. Wśród użytkowników parku kontrowersje budzą różne plany zmian w przeznaczeniu użytkowym niektórych jego rejonów. W drugiej dekadzie XXI w. pojawił się konflikt między zwolennikami i przeciwnikami urządzenia „Parku dla psów” na terenie „Dzikiego zakątka”. Istnienie wyraźnych, ale sprzecznych oczekiwań wobec rewitalizacji sprawiło, że Pole Mokotowskie stało się jednym z dwóch pierwszych parków warszawskich spontanicznie przebadanych przez lokalnych naukowców. W inwentaryzacji przyrodniczej w latach 2016–2017 wzięło udział około 50 przyrodników, a wyniki ich prac zostały włączone do konsultacji społecznych planów ich rozwoju.
Budowa infrastruktury dla ruchu rowerowego przez Pole Mokotowskie sprawiła, że jest to ważny element sieci transportowej miasta, umożliwiając przejazd przez teren zamknięty dla ruchu samochodowego i tworząc skrót. W pobliżu jednego z wjazdów na teren parku, na skrzyżowaniu ulic Banacha i Żwirki i Wigury, od 2016 znajduje się punkt automatycznego pomiaru ruchu rowerowego. W 2018 odnotowano w nim 823 912 przejazdów, co dało czwarte miejsce wśród takich punktów znajdujących się w Warszawie.

## Ważniejsze obiekty
Do Pola Mokotowskiego tradycyjnie zaliczane są nie tylko obiekty gastronomiczne czy rekreacyjne, ale też zabudowa należąca do różnych instytucji obecnie wyłączona z funkcji parkowych. Są to głównie obiekty Politechniki Warszawskiej, której centralny kampus oraz kompleks akademików „Riviera” powstały częściowo na dawnym obszarze pola, następnie zajętego przez tor wyścigowy i sąsiadują z obecnym polem przez aleję Armii Ludowej i ulicę Waryńskiego, a na jego południowych obrzeżach znajdują się należące do uczelni, ale częściowo wkomponowane w park: stadion Syrenki (AZS Politechnika Warszawska), gmach Wydziału Inżynierii Chemicznej i Procesowej i Klub „Stodoła”.
Od 2019 roku Pole Mokotowskie jest wpisane do gminnej ewidencji zabytków (identyfikator OCH35458). Ponadto indywidualne wpisy do ewidencji mają następujące obiekty:
- III Ogród Jordanowski w Warszawie (ogród – OCH34114 oraz budynek – OCH34533)
- Stadion RKS Skra (OCH05443)
- Biblioteka Narodowa (OCH34304)
- dom przy ulicy Leszowej 3 (OCH34532)
- biurowiec Urzędu Patentowego (SRO09857)
- biurowiec Ośrodka Obliczeniowego ZETO (siedziba KRUS (SRO34176))
- siedziba Głównego Urzędu Statystycznego (biurowiec – SRO10839, garaż – SRO34538)[23].

Inne obiekty:
- Ścieżka Ryszarda Kapuścińskiego
- Stacja metra Pole Mokotowskie
- obelisk upamiętniający lotnisko mokotowskie
- Pomnik Lotników Polskich
- Pomnik Szczęśliwego Psa
- Pomnik Tysiąclecia Jazdy Polskiej
- Klub Park
- puby: Bolek (później restauracja sieci Sphinx[24]), Lolek, Tola, Jeff’s, Marylin (od lat 90. XX w., później Merlin, zlikwidowany w 2019[24])

## Przyroda
Park leży w korytarzu ekologicznym, łącząc się na południu z ogrodami działkowymi „Rakowiec”, a od północy z parkiem Wielkopolski. Jest też elementem jednego z klinów napowietrzających miasto, ciągnącego się od Gorzkiewek. Roślinność parku tworzy mozaikę obszarów otwartych o charakterze łąk, muraw, wydepczysk itp. i zadrzewień. W parku znajdują się również zbiorniki wodne wpływające na mikroklimat. Na czas zimy jest z nich spuszczana woda, co eliminuje występowanie gatunków roślin i zwierząt wymagających całorocznych zbiorników i ogranicza występowanie innych gatunków związanych z wodą, np. płazów, ptaków wodnych czy wodnych bezkręgowców. Część obszaru tworzą ogródki działkowe oraz powierzchnia utwardzona.
Ogólnie z punktu widzenia wartości przyrodniczej roślinność określana jest jako dość jednorodna, a głównym czynnikiem ją różnicującym nie są warunki siedliskowe, a sposób użytkowania. Oprócz terenów regularnie koszonych i wydeptywanych, o niskiej wartości przyrodniczej, niewielki obszar stanowią obszary pielęgnowane sporadycznie, zwłaszcza w części centralnej parku, nawiązujące do lasów łęgowych. W parku stwierdzane są gatunki roślin, które w pewnych okresach były w Polsce objęte ochroną gatunkową: sasanka otwarta, bluszcz pospolity i orlik pospolity. Prawdopodobnie są to stanowiska antropogeniczne, mające swoje źródło w ogródkach działkowych, gdzie gatunki te mogą być uprawiane jako rośliny ozdobne. Specyficznym i szczególnie bogatym pod względem przyrodniczym miejscem jest teren między ulicami Wawelską, Czubatki, Fińską i al. Niepodległości, określany nieformalnie jako „Dziki Zakątek”. Region ten jest bogaty m.in. w drzewa owocowe, jako pozostałości osiedla domków fińskich, które w XXI w. miały liczne dziuple.
Przyrodzie Pola Mokotowskiego poświęcono w 2020 monograficzny numer „Prac i Studiów Geograficznych”.

### Pomniki przyrody
Przed wejściem do Biblioteki Narodowej znajduje się pomnik przyrody – „Krąg megalityczny”. Jest to zgrupowanie trzynastu głazów narzutowych o różnym składzie i uziarnieniu, głównie granitów szarych i różowych oraz rapakiwi, granitognejsów i gnejsów. Za pomnik przyrody uznano je w 2000 roku, rok po ich ustawieniu w formę kręgu. Z drugiej strony biblioteki, pomiędzy ulicami Fińską a Leszową, w 2017 r. umieszczono głaz narzutowy wydobyty podczas budowy biurowców Varso, kilka miesięcy później uznany za pomnik przyrody. Pomnikiem przyrody jest również aleja lipowa rosnąca wzdłuż zachodniej granicy parku, czyli ulicy Żwirki i Wigury.

### Warunki geologiczne
Park położony jest na antropogenicznych glebach typowych dla miast o pochodzeniu prawdopodobnie od gleb brunatnych i płowych przekształconych chemicznie i mechanicznie przez działania agrotechniczne. Tworzą ją utwory pyłowe i gliniaste, a w niektórych miejscach też piaski. Jest zauważalna domieszka gruzu i próchnicy torfowej. Z domieszką gruzu związana jest podwyższona zawartość wapnia, a stosowanie soli drogowej do odśnieżania już w latach 60. XX w. dało zauważalne, zwłaszcza w okresie suszy, podwyższenie zasolenia gleby. Przekształcenie to sprawia, że gleba jest mało kwaśna. W związku z tym wody gruntowe parku są lekko zasadowe. Zbiorniki wodne są izolowane od podłoża nieprzepuszczalną warstwą betonu, ale większość podłoża parku jest przepuszczalna dla wód opadowych, co czyni park tzw. oknem hydrogeologicznym w skali Warszawy. Pierwszy poziom wodonośny znajduje się na głębokości 2-3 metrów, obniżając się w okolicach zabudowań. W wodzie gruntowej stwierdzono dość wysokie stężenie substancji biogennych – azotanów i fosforanów.

### Szata roślinna
Florę naczyniową parku w latach 2016–2017 tworzyło 328 gatunków. 269 z nich to rośliny zielne, głównie byliny, a 59 to drzewa i krzewy. 38% gatunków ma obce pochodzenie.
Ze względu na historyczne użytkowanie, wśród drzew nie zachowały się żadne osobniki starsze niż 80 lat. Wśród nich do gatunków rodzimych należą m.in. klon zwyczajny, klon jawor, lipa drobnolistna, lipa szerokolistna, wiąz szypułkowy, wiąz pospolity, jesion wyniosły i dąb szypułkowy, a do obcych klon pensylwański, klon srebrzysty, dąb czerwony, kasztanowiec pospolity, topola chińska, topola kanadyjska, tulipanowiec amerykański oraz inwazyjne robinia akacjowa i klon jesionolistny. Wśród drobnych drzew i krzewów występują pozostałości dawnych ogrodów: śnieguliczka biała, tawuła van Houtte’a, sumak octowiec czy wiśnia pospolita. Drzewa w większości tworzą zbiorowiska zastępcze grądowe, w dużej mierze składając się z jednogatunkowych płatów powstałych w wyniku dwudziestowiecznych nasadzeń. Wyróżniają się młodsze spontanicznie wyrosłe płaty budowane przez klon jesionolistny. W runie zadrzewień występuje 135 gatunków, ale aż 42% z nich to gatunki obce roślin, podczas gdy gatunków typowych dla runa grądów jest mało. W miejscach regularnie koszonych dominuje wśród nich wiechlina wąskolistna. W miejscach bardziej zacienionych ustępuje ona roślinom ruderalnym, a w miejscach silnie penetrowanych przez użytkowników parku, stanowiących około 10% jego powierzchni, wiechlinie rocznej. W miejscach zarówno silnie zacienionych, jak i wydeptywanych runa brak w ogóle. Runo najbliższe naturalnemu, nawiązujące do zbiorowisk z klasy Glechometalia hederaceae, zajmuje 3% parku. Zadrzewienia klonu jesionolistnego w znacznej mierze mają runo zbudowane z ziołorośli z klasy Artemisietea vulgaris. Introdukcja egzotycznych gatunków cienioznośnych, np. paproci zwykle przynosi krótkotrwały efekt. Z zadrzewieniami związane są również pnącza – bluszcz pospolity, chmiel zwyczajny oraz winobluszcz pięciolistkowy.
Znaczną część roślinności parku stanowią zbiorowiska bezdrzewne. Około 17% jego powierzchni pokrywają użytkowane intensywnie trawniki. Połowę mniejszą powierzchnię mają murawy o charakterze trawników-wydepczysk. W rejonie ulicy Rostafińskich da się wyróżnić zbiorowisko ubogiej łąki rajgrasowej koszonej raz na jakiś czas, a w kilku miejscach muraw z różnych wariantów zbiorowiska Lolio-Cynosuretum. Gatunków typowych dla trawników jest 166, a dla łąk – 89. Wśród tych ostatnich 78% to gatunki rodzime. Natomiast w miejscach określanych jako łąki kwietne większość gatunków jest obcego pochodzenia. Dość liczne są gatunki roślin ruderalnych, które w warunkach upraw są chwastami. W czasie inwentaryzacji w latach 2016–2017 stwierdzono ich 141, przy czym ich zróżnicowanie jest zmienne i zależy m.in. od banku nasion w glebie użytej do rekultywacji terenu. Część z nich stanowi roślinność towarzyszącą zabudowie oraz występującą w ogrodach działkowych zajmujących kilka procent powierzchni parku. Stwierdzono obecność silnie inwazyjnego rdestowca japońskiego. W parku występuje 29 gatunków roślin nadwodnych, w znacznej mierze rodzimych, natomiast same zbiorniki wodne ze względu na wybetonowaną misę są pozbawione roślinności.
Do brioflory parku należy merzyk fałdowany.
Kompost uzyskany z materii roślinnej zebranej w parku w latach 2003 i 2004 miał w porównaniu z kompostem z innych obszarów zieleni warszawskiej jedną z najmniejszych zawartości substancji biogennych i metali ciężkich.

### Mykobiota
W drugiej dekadzie XXI w. w parku stwierdzono 61 gatunków mikroskopijnych grzybów glebowych (często pleśniowych). Wśród nich najpospoliciej występuje pasożytujący na innych grzybach Gliocladium roseum. Inne częściej występujące gatunki to Mucor hiemalis, Trichoderma polysporum, Mortierella bisporalis i przedstawiciele rodzaju Penicillium. Wiele gatunków stwierdzanych w glebie parku występuje na pojedynczych stanowiskach. Stwierdzono również dwa gatunki grzybów naporostowych.
W parku stwierdzono 45 gatunków porostów, co jest wartością typową dla polskich parków miejskich. Brak wśród nich gatunków żyjących na glebie i drewnie, a występują głównie gatunki porastające korę drzew i głazy. Na korze sosen w parku rosną jedynie dwa gatunki, nieduża liczba na korze klonu jesionolistnego, a po 17-18 gatunków na korze topól, dębów i klonu zwyczajnego. Na korze kasztanowców stwierdzono przylepnika złotawego, gatunek objęty częściową ochroną. Inne rzadkie lokalnie gatunki to mąkla tarniowa, żełuczka izydiowa i żełuczka brunka. Żełuczki stwierdzono na głazach kręgu megalitycznego.

### Fauna
W drugiej dekadzie XXI w. w parku stwierdzono 14 grup stawonogów, w tym 21 rodzin chrząszczy. Wśród nich stwierdzono najwięcej gatunków z rodziny biedronkowatych (23). Wśród nich najliczniej reprezentowana była biedronka azjatycka, stanowiąc prawie ⅔ stwierdzonych osobników, podczas gdy kolejny gatunek Aphidecta obliterata 9,3%. Inne gatunki, np. biedronka dwukropka, Adalia conglomerata, Clitostethus arcuatus są rzadsze (dwa ostatnie w tym czasie były rzadkie w ogóle w skali Polski). Wśród 9 gatunków biedronek o udokumentowanym zimowaniu w ściółce lub glebie parku najliczniejsza była wrzeciążka, ale wszystkie gatunki zimują tam nielicznie. Niewiele mniej stwierdzono gatunków biegaczowatych (22), z najliczniejszym Harpalus progrediens. Dość licznie reprezentowane były ryjkowcowate – 15 gatunków (w ujęciach zaliczających do tej rodziny przedstawicieli rodzin Nanophyidae i pędrusiowatych byłoby to 17 gatunków), z najliczniejszym Barypeithes pellucidus. W 1994 w parku stwierdzono jedno z niewielu polskich stanowisk Ischnomera cyanea. Z innych lądowych owadów stwierdzono 12 gatunków mrówek, wśród których dominowały hurtnica pospolita i wścieklica zwyczajna, ale pojawiała się też inwazyjna mrówka anatolijska. Spośród 8 stwierdzonych gatunków z rodzaju Bombus dominował trzmiel ziemny, stanowiąc ok. ⅔ stwierdzonych osobników. Kolejny gatunek, trzmiel kamiennik, stanowił ok. ¼. Inne gatunki były znacznie rzadsze, a znalazły się wśród nich trzmiel rudy, trzmielec czarny, trzmiel łąkowy i trzmiel ogrodowy. Najrzadsze były trzmiel drzewny i trzmielec żółty. Stwierdzono także skorki, wojsiłki i pchły. Z pozostałych lądowych stawonogów stwierdzono 25 gatunków pająków, w tym Tenuiphantes tenuis i Philodromus albidus, oraz 7 gatunków kosarzy, w tym Opilio canestrinii i Nelima sempronii, roztocze, zaleszczotki, pareczniki, dwuparce i skoczogonki. Wśród roztoczy w badaniach z lat 2009–2010 stwierdzono pojedyncze osobniki kleszcza pospolitego, w tym nosicieli Borrelia burgdorferi sensu lato, natomiast brak było nosicieli riketsji.
Zagęszczenie nicieni glebowych waha się od 340 tys. osobników w metrze kwadratowym gleby w zadrzewieniach o znacznym stopniu wydeptania do ponad miliona osobników na metr kwadratowy w zadrzewieniach z rozwiniętym runem. W glebie obszarów trawiastych rozpiętość zagęszczenia była nieco mniejsza. W parku stwierdzono 16 gatunków ślimaków lądowych w tym winniczka. Wśród ślimaków wodnych najliczniej występowały zatoczek pospolity oraz błotniarka jajowata. Oprócz nich stwierdzono następujące gatunki: zagrzebka pospolita, zawójka pospolita, zawójka płaska, błotniarka moczarowa, zatoczek skręcony i przyczepka jeziorna. Niektóre z nich znajdowane są jako pojedyncze osobniki lub tylko kilkumiesięczne, co sugeruje, że nie są w stanie zimować ze względu na spuszczanie wody ze stawów.
Wśród zoobentosowych bezkręgowców wodnych, oprócz ślimaków, występowały wodne owady (m.in. pluskolec pospolity, larwy ochotkowatych czy Paracorixa concinna), wirki (3 gatunki), skąposzczety (m.in. Stylaria lacustris), pijawki (Dina lineata, Erpobdella i Helobdella), małżoraczki, małże (kruszynka delikatna), parzydełkowce (1 gatunek). W zoobentosie stwierdzono również jeden gatunek orzęska. Z kolei w zooplanktonie dominowały wioślarki z rodzajów Daphnia, Scapholeberis i Eurycercus, a liczny był też okogłów. Oprócz wioślarek liczne były widłonogi i pojawiały się planktoniczne małżoraczki.
Ze względu na okresowy brak wody w stawach, nie żyją w nich stabilne populacje ryb. Niemniej, znajdowane są w nich słodkowodne ryby akwariowe. W 2019 wyłowiono 10 osobników mieszańcowych z rodzaju Xiphophorus, z których przynajmniej niektóre mogły wykluć się już w stawie. W drugiej dekadzie XXI w. w parku stwierdzono dwa gatunki płazów związanych ze stawami – ropuchę zieloną i traszkę zwyczajną. W tym samym czasie stwierdzono występowanie 36 gatunków lęgowych ptaków i kolejne 30 zalatujących, wśród których regularnie w parku pojawiało się 12 gatunków. Wśród ptaków stwierdzono 5 gatunków dzięciołów. Występowaniu ptaków sprzyja obecność dziupli, a w czasie analizy w parku znajdowało się ponad 100 budek lęgowych. Na Polu Mokotowskim w 2013 umieszczono również zespół skrzynek dla jerzyków określany jako jerzykownik. Najliczniejsze wśród ptaków lęgowych są bogatki, następnie kwiczoły i mazurki. Dużym bogactwem awifauny charakteryzuje się Dziki Zakątek, gdzie stwierdzono co najmniej 30 gatunków, w tym dzięcioła białoszyjego, gąsiorka, grubodzioba, jastrzębia, jemiołuszkę czy jera. Według badań nad sikorami z Pola Mokotowskiego wynika, że przynajmniej niektóre z parkowych ptaków są silnie zsynatropizowane i sama obecność ludzi nie oddziałuje na nie znacząco, jednak bliskość ulic wpływa niekorzystnie na ich sukces lęgowy. Fauna ssaków parku była w tym czasie uboga, zdominowana przez gryzonie, wśród których najliczniej występowała myszarka polna. Kilkakrotnie mniej było myszarki leśnej, a jeszcze mniej przedstawicieli innych gatunków, jak wiewiórka pospolita, szczur wędrowny czy nornik zwyczajny. Oprócz gryzoni w parku stwierdzono występowanie kreta, lisa, jeża wschodniego i borowca wielkiego. Istnieją przypuszczenia, że w parku pojawiają się nornica ruda i kuna domowa.

## Historia
Pole Mokotowskie początkowo leżało na południowy zachód od ówczesnej Warszawy. Północną część pola włączono w granice miasta w 1892 lub 1900, a resztę w czasie dużego rozszerzenia Warszawy w 1916, łącznie z całą ówczesną gminą Mokotów.

### Mokotowskie Pole Wojenne
Teren Pola Mokotowskiego od obszaru Warszawy oddzielono, budując Wał Lubomirskiego w 1770. W 1818 przeznaczono je na cele ćwiczeniowe wojska. Około 1825 urządzono na nim plac musztry kawalerii, jednocześnie przesuwając wał na południe od Drogi Królewskiej (później na tym odcinku ulicy Nowowiejskiej). Zachodnia granica sięgała prawie do Szosy Krakowskiej (ulica Grójecka), gdzie urządzano kolonię Ochota. Najbardziej zachodnią część pola od połowy lat 30. XIX w. zajmowały sady i ogrody dostarczające żywność dla warszawskiego garnizonu. Na południu pole sięgało wsi Mokotów, granicząc z drogą, której śladem poprowadzono później ulicę Rakowiecką, a na wschodzie Rogatek Mokotowskich. Od 1831 teren poligonu nazywał się Mokotowskim Polem Wojennym. Zajmowało ono ok. 200 hektarów.
Z czasem skrajne części pola zaczęto zabudowywać. Ze względu na ograniczenia narzucone przez wymagania Twierdzy Warszawa, na przełomie XIX i XX w. dopuszczano w tym rejonie jedynie zabudowę drewnianą. Wśród zabudowań był tor wyścigów konnych z 1841 r. Kolejna zabudowa pola miała miejsce od 1887, kiedy przy ulicy Polnej utworzono nowy tor wyścigowy wraz z trybunami, a w północnej części, na południe od Koszar Jerozolimskich, rozplanowano nowe założenie ogrodowe. Pełniło ono funkcję obozu 3 Dywizji Piechoty Gwardii i wybudowano tam drewniane baraki koszarowe i budynki oficerskie oraz cerkiew. Zagospodarowanie ogrodnicze pozostałości pola kontynuowano później – w 1929 przy ul. Wawelskiej założono dla byłych legionistów istniejący przez kolejne kilkadziesiąt lat ogród działkowy „Jutrzenka”. W czasie okupacji niemieckiej na polu uprawiano warzywa. W 1892 północne obrzeże pola zostało odkupione przez miasto na potrzeby budowy zespołu filtrów wody pitnej. Z kolei na południowych obrzeżach rozwijała się zabudowa ulicy Rakowieckiej.
W czasie I wojny światowej opuszczone przez rosyjskie wojsko drewniane baraki na północ od Pola zostały zamieszkane przez lumpenproletariat, a następnie na ich miejscu urządzono osiedle Staszyce, później przebudowane w Kolonię Staszica. Z kolei na wschodnich obrzeżach Pola w latach 1900–1904 wybudowano Koszary Mokotowskie. Ze względu na stacjonujący w nich Lejb-Gwardyjski Keksholmski Pułk nazywane były też Koszarami Keksholmskimi, podobnie jak plac, przy którym się znajdowały – późniejszy plac Unii Lubelskiej. Te koszary były murowane, a wraz ze zmianami geopolitycznymi były przejmowane przez kolejne formacje wojskowe i inne instytucje. W ich kompleksie wybudowano również cerkiew pw. św. św. Piotra i Pawła, następnie przebudowaną w ewangelicki kościół Wniebowstąpienia Pańskiego.

### Tor wyścigów konnych
Na północnym zachodzie Mokotowskiego Pola Wojennego urządzono niewielki tor wyścigów konnych, gdzie w 1841 odbyła się pierwsza publiczna gonitwa w Królestwie Polskim związana z wystawą zwierząt gospodarskich. Wystawy i wyścigi odbywały się rzadko, a w 1861 zostały zakazane. Nowy tor powstał w 1887. Był znacznie większy i rozciągał się wzdłuż ulicy Polnej. Zlikwidowano go w 1938, otwierając jednocześnie tor wyścigów konnych Służewiec. W okolicach toru wyścigowego umieszczono huśtawki, karuzele, namydlone słupy do wspinania się po nagrodę i urządzano festyny.

### Lotnisko Mokotowskie
Od 1909 na Polu Mokotowskim urządzano pokazy lotnicze, pierwsze na terenie Polski. W następnym roku, mniej więcej na obszarze pierwszego toru wyścigowego, powstało lotnisko mokotowskie, a na jego północnych obrzeżach ulokowano warsztaty i hangary Warszawskiego Towarzystwa Lotniczego Awiata. W 1912 r. zakłady Awiaty zamknięto. Lotnisko zostało przejęte przez wojsko rosyjskie, a po przejściu frontu wschodniego w 1915 – niemieckie. Wówczas stało się bazą dla sterowców. Następnie zostało przejęte przez wojsko polskie, a lotnisko oprócz funkcji wojskowych powróciło do roli lotniska cywilnego.
Zabudowa lotniska mokotowskiego miała charakter prowizoryczny. Zespół składał się z lotnisk wojskowego, sportowego i pasażerskiego. Przy wojskowym w latach 1921–1933 stacjonował 1 Pułk Lotniczy. Lotnisko sportowe należało do Aeroklubu Warszawskiego, a pasażerskie obsługiwało port lotniczy. Znajdował się on początkowo we wschodniej części pola, a następnie przeniesiono go w rejon środkowy, przy ówczesną ulicę Topolową. Z lotniskiem związane były Centralne Warsztaty Lotnicze przy ulicy Puławskiej, przekształcone w Państwowe Zakłady Lotnicze (PZL). W latach 30. zaczęto ograniczać działalność lotnisk na rzecz nowo budowanego portu lotniczego na Okęciu. Wraz z nim przeniesiono PZL. Rozmiar lotniska wojskowego zmniejszono, budując ul. Żwirki i Wigury oraz al. Niepodległości. Nadal działało lotnisko sportowe. Pozostała również wytwórnia szybowców Antoniego Kocjana. Lotnisko wojskowe pełniło swoją funkcję podczas kampanii wrześniowej.
Lotnisko mokotowskie było wykorzystywane podczas zawodów lotniczych Challenge 1934 oraz kilku balonowych o Puchar Gordona Bennetta. Było też miejscem parad.
W okresie okupacji i w czasie powstania warszawskiego na Polu Mokotowskim znajdowały się stanowiska niemieckiej artylerii przeciwlotniczej. Obsługujący je żołnierzy byli skoszarowani w budynkach Szkoły Głównej Gospodarstwa Wiejskiego w Warszawie przy ul. Rakowieckiej. 1 sierpnia 1944 roku o godzinie „W” stanowiska artylerii zostały zaatakowane przez oddziały Obwodu V Armii Krajowej. Natarcie kilku polskich kompanii załamało się jednak z ciężkimi stratami.

### Plany zagospodarowania z pierwszej połowy XX wieku

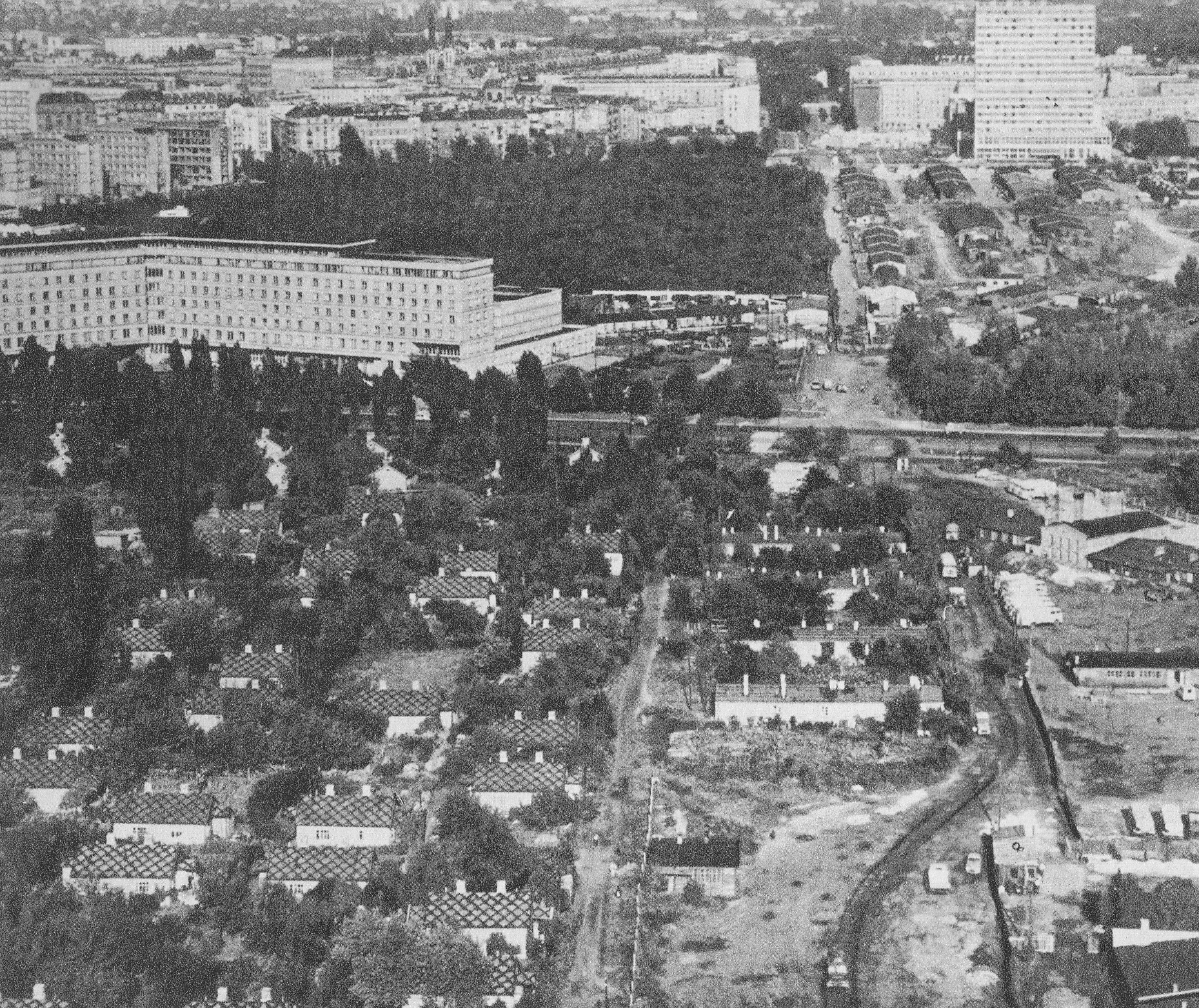
Domki fińskie w latach 60.

Duży obszar pozostający we własności skarbu państwa (po przejęciu od wojska) był przedmiotem różnych koncepcji urbanistycznych. Różne plany zasadniczo zakładały likwidację obszaru otwartego i jego zabudowę, a nowe założenia urbanistyczne miały się zaczynać przy placu Na Rozdrożu i sięgać do ul. Grójeckiej. Pierwsze decyzje podjęto jeszcze w 1916 pod okupacją niemiecką. Ówczesny projekt, przygotowany przez Koło Architektów pod kierunkiem Tadeusza Tołwińskiego, przewidywał powstanie na terenie pola Dzielnicy Nauki. Urbanistycznie miało to być rozszerzenie Osi Stanisławowskiej z centralną aleją o długości ok. 4 km i szerokości 150 m (z wewnętrznymi szpalerami drzew) zaczynającą się na placu Na Rozdrożu, przecinającą place z gwiaździstym układem ulic.
Podczas dwudziestolecia międzywojennego pomysły te zmodyfikowano, a dzielnica ta miała mieć charakter również administracyjny (główna arteria, biegnąca w tym samym miejscu miała nazywać się aleją Sejmową). W jej centrum miała się znaleźć Świątynia Opatrzności Bożej. W maju 1935 na Polu Mokotowskim odbyły się główne uroczystości pogrzebowe Józefa Piłsudskiego (w tym miejscu odbierał on 11 listopada 1934 ostatnią w swoim życiu defiladę wojskową). Śmierć marszałka i kult jego osoby doprowadziły do opracowania planu wzniesienia na terenie komisariatu XVI Warszawy, obejmującego wówczas pole, reprezentacyjnej dzielnicy Piłsudskiego. Oprócz ulicy tworzącej oś wschód-zachód, często planowano w środku Pola Mokotowskiego oś północ-południe, którą ostatecznie stała się nowa aleja Niepodległości, co zostało umożliwione po przeniesieniu w 1934 lotniska na Okęcie.
Przedłużenie dotychczasowych ulic Topolowej i Włodarzewskiej i połączenie w aleję Niepodległości, a więc ostateczne rozdzielenie pozostałości Pola Mokotowskiego na części zachodnią i wschodnią nastąpiło w 1938 r. W 1936 Pole Mokotowskie po odłączeniu kolejnych fragmentów miało obszar ponad 120 hektarów i zostało przekazane przez Skarb Państwa Funduszowi Obrony Narodowej. Ostatnim dalekosiężnym planem zagospodarowania Pola Mokotowskiego i okolic była monumentalna kompozycja urbanistyczna zaprojektowana przez Bohdana Pniewskiego z szeroką aleją defilad, pomnikiem marszałka, kilkudziesięcioma gmachami ministerstw i instytucji państwowych, Świątynią Opatrzności Bożej i wielkim placem zgromadzeń – Forum Chwały. Niektóre plany były wynikiem ogłaszanych przez władze państwowe konkursów. Czasem mimo zwycięstwa w konkursie, plany zostawały odkładane i podejmowano kolejne. Zwykle udawało się realizować jedynie niektóre ich elementy, nie zachowując pełnej spójności, a ostatecznie zostały one unicestwione wybuchem II wojny światowej. Jeszcze przed jej wybuchem wybudowano gmach Urzędu Patentowego, choć wykończenie zrealizowano już po wojnie. Dokończono również budowę Kolonii Mieszkaniowej Towarzystwa Kredytowego Miejskiego w pobliżu placu Unii Lubelskiej.
Po zakończeniu II wojny światowej zarzucono plany zabudowy Pola Mokotowskiego jako dzielnicy administracji. Kontynuowano natomiast ideę Dzielnicy Nauki przekształconą w Dzielnicę Wiedzy. Na obrzeżach pola kontynuowano rozbudowę kompleksów uczelnianych, a ono miało stać się wewnętrznym parkiem tej dzielnicy. Pełna koncepcja budowy Dzielnicy Wiedzy zakładała ostateczną zabudowę obszaru otwartego z pozostawieniem placów i przynajmniej częściowo dostępnych publicznie ogrodów uczelnianych (farmaceutycznego akademii medycznej, pomologicznego, pól eksperymentalnych SGGW). Ostatecznie jednak i ta koncepcja nie została zrealizowana i zbudowano jedynie część planowanych budynków na obrzeżach dawnego pola.
W 1931 Stanisław Odyniec-Dobrowolski zaprojektował zabudowę klubu sportowego Warszawianka, która miała się mieścić na rogu ul. Wawelskiej i Uniwersyteckiej (wówczas mającej sięgać w głąb Mokotowa). Udało się zbudować otwarte boiska, pawilon klubowy i wały pod trybuny. Teren Warszawianki przejął Ośrodek Zespołu Sportowego Budowlani, później jako Skra Warszawa, a pozostałości przebudowano w 1953 roku w Stadion RKS Skra.
W latach 1945–1946 na rogu al. Niepodległości i ul. Wawelskiej ustawiono ok. 200 domków fińskich, dar Związku Radzieckiego. W 1973 podjęto decyzję o rozbiórce 203 domków. Zachowały się dwa domki w pobliżu ul. Leszowej, w tym jeden, w którym w latach 1946–1955 mieszkał z rodzicami i siostrą Ryszard Kapuściński. Po wojnie kilkakrotnie wykonano nasadzenia drzew w latach 40. i 70. Nie były one podporządkowane jednak żadnemu planowi, ale w ich ramach posadzono ponad 11 tysięcy drzew. W 1951 oddano do użytku nową siedzibę Głównego Urzędu Statystycznego. Następnie na Polu Mokotowskim powstały również zabudowania Miejskiego Przedsiębiorstwa Robót Ogrodniczych, budynki Politechniki Warszawskiej, Stołecznego Przedsiębiorstwa Energetyki Cieplnej, klubu „Park” oraz kilku przedsiębiorstw prywatnych i kilka lokali gastronomicznych m.in. puby „Bolek” i „Lolek”.

### Park według koncepcji Stanisława Bolka
Po zarzuceniu koncepcji Dzielnicy Wiedzy park nie był przedmiotem szczególnej koncepcji planistycznej. W planach komunikacyjnych zakładano połączenie ulic Opaczewskiej, później Banacha z ulicą Stefana Batorego oraz Chodkiewicza z Ondraszka, co podzieliłoby zachodnią część pola na kolejne izolowane fragmenty. Nowy plan urządzenia pola, tym razem jako parku przedstawił w 1973 r. Stanisław Bolek. Plan ten uwzględniał istniejące lub planowane budynki i ulice, w tym nowy gmach Biblioteki Narodowej w ochockiej części parku. Jego budowę zaczęto w 1977, ale trudności finansowe sprawiły, że nie zbudowano go od razu, ale do użytku oddawano poszczególne części – w latach 1983, 1986 i 1991. W planie Bolka główna promenada ochockiej części parku miała iść z zachodu na wschód na południe od stadionu Skry i Biblioteki Narodowej, a w części śródmiejskiej miała zakręcać do ronda Jazdy Polskiej w Warszawie, oddzielając część parkową od terenów Politechniki Warszawskiej. Na południe od niej miał się znaleźć staw z wyspą i kawiarnią. W pobliżu ul. Żwirki i Wigury miały się znaleźć czytelnia ogrodowa z parkiem rzeźb, między nimi a stawem amfiteatr z muszlą koncertową, między stawem a ul. Wawelską tereny gier stolikowych i sportowe, a między stawem a aleją Niepodległości plac zabaw, podczas gdy ogródek jordanowski miał się znaleźć przy rondzie Jazdy Polskiej. W części śródmiejskiej miała się znaleźć również letnia kawiarnia ogrodowa. Z powierzchni parku miały być wyłączone obszary ogródków działkowych Pracowniczego Ogrodu Działkowego „Rakowiec”, zabudowania Skry (stadion, basen), Biblioteki Narodowej, obszary Politechniki Warszawskiej (AZS Politechnika Warszawska, Wydział Inżynierii Chemicznej i Procesowej Politechniki Warszawskiej, Klub „Stodoła”), Urzędu Patentowego i GUS oraz planowanego miasteczka akademickiego przy ul Wawelskiej. Wiele elementów z tej koncepcji ostatecznie udało się zrealizować. Częściowo na miejscu planowanej wystawy rzeźby ogrodowej latem 2010 zorganizowano plener rzeźbiarski Art Konfrontacje, po którym w parku zostało siedem rzeźb. Ostatecznie zarzucono dalszą rozbudowę ulic przecinających pole lub odcinających od ogródków działkowych.
W 1999 roku w ramach Dnia Ziemi na Polu Mokotowskim ustawiono krąg z głazów narzutowych nawiązujący do kromlechów. Była to inicjatywa m.in. czasopisma Archeologia Żywa.
W 2010 na Polu Mokotowskim otwarto dwukilometrową ścieżkę edukacyjną Ryszarda Kapuścińskiego. W 2018 w pobliżu skrzyżowania al. Niepodległości i ul. Wawelskiej posadzono 45 jabłonek upamiętniających wybitne Polki. Od grudnia 2018 Pole jest jedną z warszawskich lokalizacji parkrun.

### Modernizacja 2021−2023
W 2021 rozpoczęły się prace modernizacyjne zakończone w 2023. Między innymi zredukowano powierzchnie zabetonowane, wprowadzono nowy układ wodny z roślinnością szuwarową, dodano drewniane podesty i mostki oraz drewniane siedziska. Posadzono nowe drzewa oraz inne rośliny zielone i kwitnące. Pojawiły się nowe obiekty dla osób aktywnie spędzających czas, takie jak strefa z przeszkodami dla rolkarzy, nowa siłownia plenerowa oraz naturalne elementy rekreacyjne.